# Демотичне письмо
Демотичне письмо (від грец. δημοτικός — народний) — пізня форма староєгипетського письма, похідного від північної форми ієратичного письма, яку використовували у Нижньому Єгипті. Термін демотичне письмо запровадив Геродот, щоб відрізнити його від ієратичного та ієрогліфічного. Розетський камінь містить напис демотичним письмом поряд з ієрогліфічним та грецьким. Мову, якою розмовляли в дельті Нілу в пізній староєгипетський період, теж називають демотичною.

## Історія
Демотичним письмом користувалися в Єгипті понад тисячу років. Воно існувало нарівні з ієратичним та ієроліграфічним, виконуючи інші функції. На перших порах, починаючи з 25-ї династії, демотичне письмо використовували для адміністративних, торгових і правових записів, тоді як ієратичним та ієрогліфічним письмом записувалися інші тексти, зокрема релігійні.
Серединне демотичне письмо Птоломеївського періоду мало вищий статус, про що свідчать записані ним літературні та релігійні тексти. В цей час адміністративні функції почала виконувати грецька мова. Контракти, записані демотичним письмом, не мали сили без грецького підтвердження реєстрації в адміністративних органах.
В період римського правління в Єгипті демотичне письмо поступово виходить із вжитку, однак існує кілька літературних текстів демотичним письмом, записаних упродовж 500 років нашої ери. Починаючи з 3 століття демотичне письмо зустрічається тільки у вигляді окремих написів на гончарних виробах та графіті на стінах храмів.

## Розшифровка
Демотичне письмо, знайдене на розетському камені, було розшифроване скоріше, ніж ієрогліфічне, завдяки зусиллям Сільвестра де Сасі. Його роботу продовжив Гайнріх Карл Бруґш, який видав Словник демотичного письма у семи томах.

## Коптське письмо
Деякі символи демотичного письма увійшли до сучасного коптського письма для позначення звуків, для яких немає літер у грецькій абетці.